# Ariadne (bướm)
Ariadne là một chi bướm giáp trong họ Nymphalidae, thường được gọi là bướm thầu dầu, được tìm thấy từ Châu Phi Hạ Sahara đến Đông Nam Á. Chi này được Thomas Horsfield thành lập vào năm 1829. Chi này được đặt theo tên theo Ariadne, con gái của Minos, vua của Crete.

## Các loài
Sắp xếp theo bảng chữ cái:
- Ariadne actisanes (Hewitson, 1875)
- Ariadne albifascia (Joicey & Talbot, 1921)
- Ariadne ariadne (Linnaeus, 1763) – (Ấn Độ, Trung Quốc, Sri Lanka, Indonesia, Việt Nam)
- Ariadne celebensis Holland, 1898
- Ariadne enotrea (Cramer, [1779])
- Ariadne isaeus (Wallace, 1869)
- Ariadne merione (Cramer, [1777]) – (Sri Lanka, Ấn Độ, Myanmar, Malaysia, Việt Nam)
- Ariadne merionoides (Holland, 1891)
- Ariadne obscura (C. & R. Felder, [1867])
- Ariadne pagenstecheri (Suffert, 1904) – (Cameroon, Rwanda, Burundi, đông Cộng hòa Dân chủ Congo, Uganda, tây Kenya, tây bắc Tanzania)
- Ariadne personata (Joicey & Talbot, 1921)
- Ariadne specularia (Fruhstorfer, 1899) – (Campuchia, Việt Nam)
- Ariadne taeniata (C. & R. Felder, 1861) – (Indonesia)
- Ariadne timora (Wallace, 1869) – (Timor)